# Wysoka (powiat wągrowiecki)
Wysoka – wieś w Polsce położona w województwie wielkopolskim, w powiecie wągrowieckim, w gminie Skoki.
W latach 1975–1998 miejscowość należała administracyjnie do województwa poznańskiego.